# Сан Гузме (Сијена)
Сан Гузме је насеље у Италији у округу Сијена, региону Тоскана.
Према процени из 2011. у насељу је живело 239 становника. Насеље се налази на надморској висини од 476 м.